# فیورنتزو فیورنتینی
فیورنتزو فیورنتینی (ایتالیایی: Fiorenzo Fiorentini؛ ‏ ۱۰ آوریل ۱۹۲۰ – ۲۷ مارس ۲۰۰۳) بازیگر، فیلم‌نامه‌نویس و آهنگساز اهل ایتالیا بود.
از فیلم‌هایی که وی در آن نقش داشته‌است، می‌توان به هزار و یک شب ایتالیایی، جنبه خوب پائولینا، دکامروتیکوس، مردم رم، دخترک سرباز در دیدار نظامی، مددکار اجتماعی آتشین‌مزاج، کارمن، فارفالون و گم‌شده اشاره کرد.